# Saint-Sauveur-lès-Bray
Saint-Sauveur-lès-Bray – miejscowość i gmina we Francji, w regionie Île-de-France, w departamencie Sekwana i Marna. Przez miejscowość przepływa Sekwana. Nazwa miejscowości pochodzi od imienia św. Salwatora.
Według danych na rok 1990 gminę zamieszkiwały 214 osoby, a gęstość zaludnienia wynosiła 33 osób/km² (wśród 1287 gmin regionu Île-de-France Saint-Sauveur-lès-Bray plasuje się na 984. miejscu pod względem liczby ludności, natomiast pod względem powierzchni na miejscu 583.).